# Casting Society of America
Fondato a Los Angeles nel 1982, la Casting Society of America (CSA) è una società professionale di circa 600 direttori del casting per cinema, televisione e teatro in Australia, Canada, Italia, Regno Unito e Stati Uniti d'America. La società non deve essere confusa con un sindacato. I Teamster rappresentano alcuni dei direttori del casting a Hollywood.

## Requisiti dei membri
Occorrono i seguenti requisiti per entrare nel CSA:
- Lettere di sponsorizzazione da almeno due membri correnti del CSA.
- Due anni di crediti sullo schermo o sul palco come primario direttore del casting.

I direttori del casting che sono anche manager personali non sono ammissibili nel CSA.

## Artios Award
Dall'ottobre del 1985, la Casting Society of America ha presentato gli Artios Award per eccellenze nel casting. I membri sono onorati in più di diciotto differenti categorie theatrical casting categories in eventi simultanei organizzati nelle città di New York e Beverly Hills.